# مایتون
مایتون (انگلیسی: Maton) شرکت تجهیزات موسیقی استرالیایی است، که در سال ۱۹۴۶ تأسیس شد.